# محمد الخامس (سلطان كلنتن)
اسمه الحقيقي تينغو محمد فارس بترا واسمه المتبنى محمد الخامس كلنتن هو اليانغ دي-برتوان أغونغ الخامس عشر لماليزيا وسلطان ماليزيا، ولد في يوم 6 أكتوبر 1969 في مدينة كوتا بهارو في ماليزيا، أصبح سلطان ولاية كلنتن في 13 سبتمبر 2010 بعد أن خلف والده إسماعيل بترا وفي 13 ديسمبر 2016 أصبح يانغ دي-برتوان أغونغ لماليزيا.تنازل عن العرش في 6 يناير 2019 قبل انتهاء مدة حكمه.

## تنازله عن العرش
في 6 يناير 2019، أُعلن عن تنازل محمد الخامس عن العرش وعن منصب ملك ماليزيا في بيان رسمي نشره أمين مجلس السلاطين واحد أحمد دحلان عبد العزيز. ويأتي الإعلان عقب اجتماع لحكام الولايات عُقد قبلها بأيام قليلة، وبعد أقل من عامين من تولي محمد الخامس المنصب في ديسمبر 2016.